# Pluralismus (náboženství)

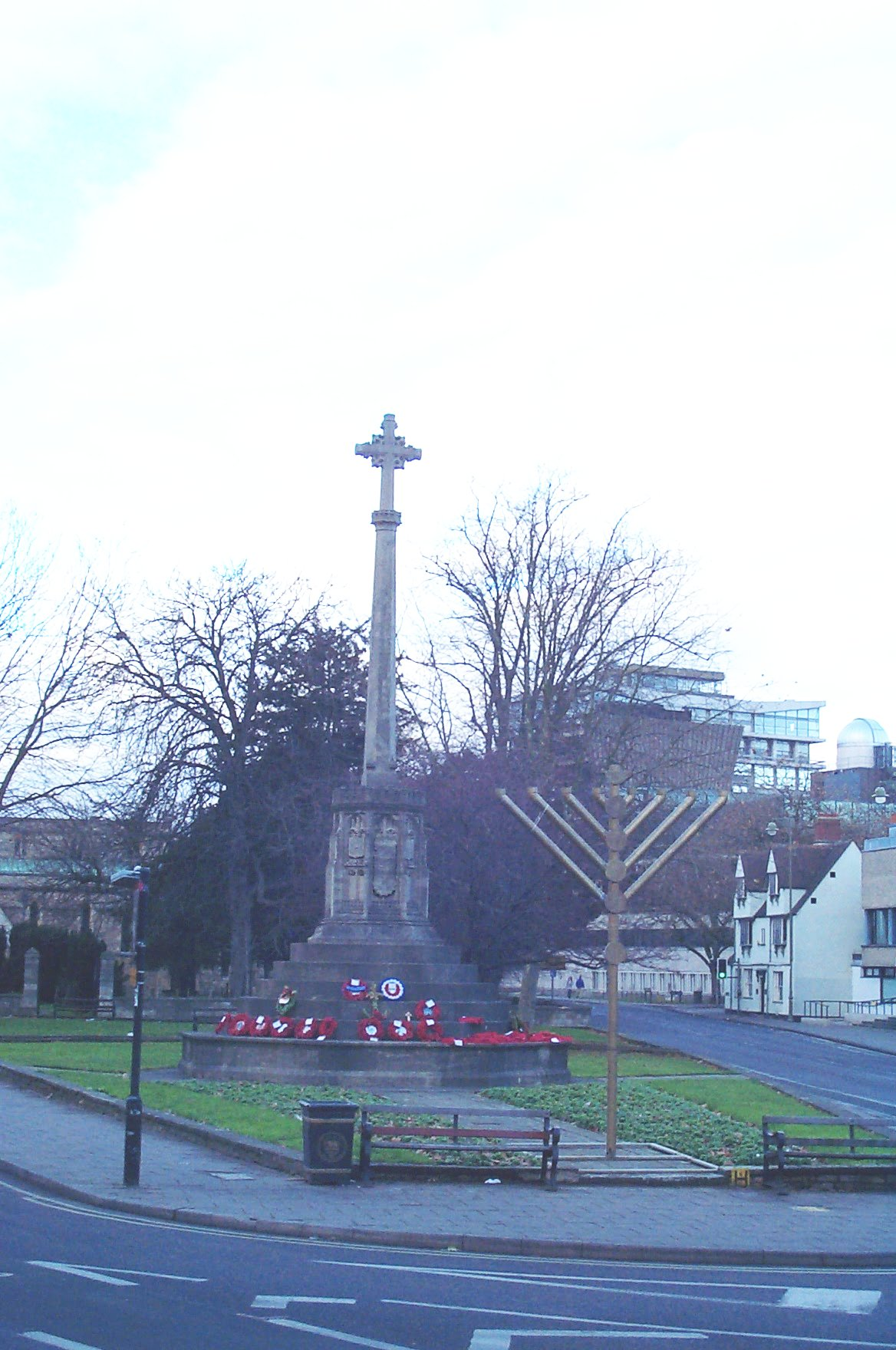
Židovská menora umístěná před památníkem Oxford War Memorial s křížem

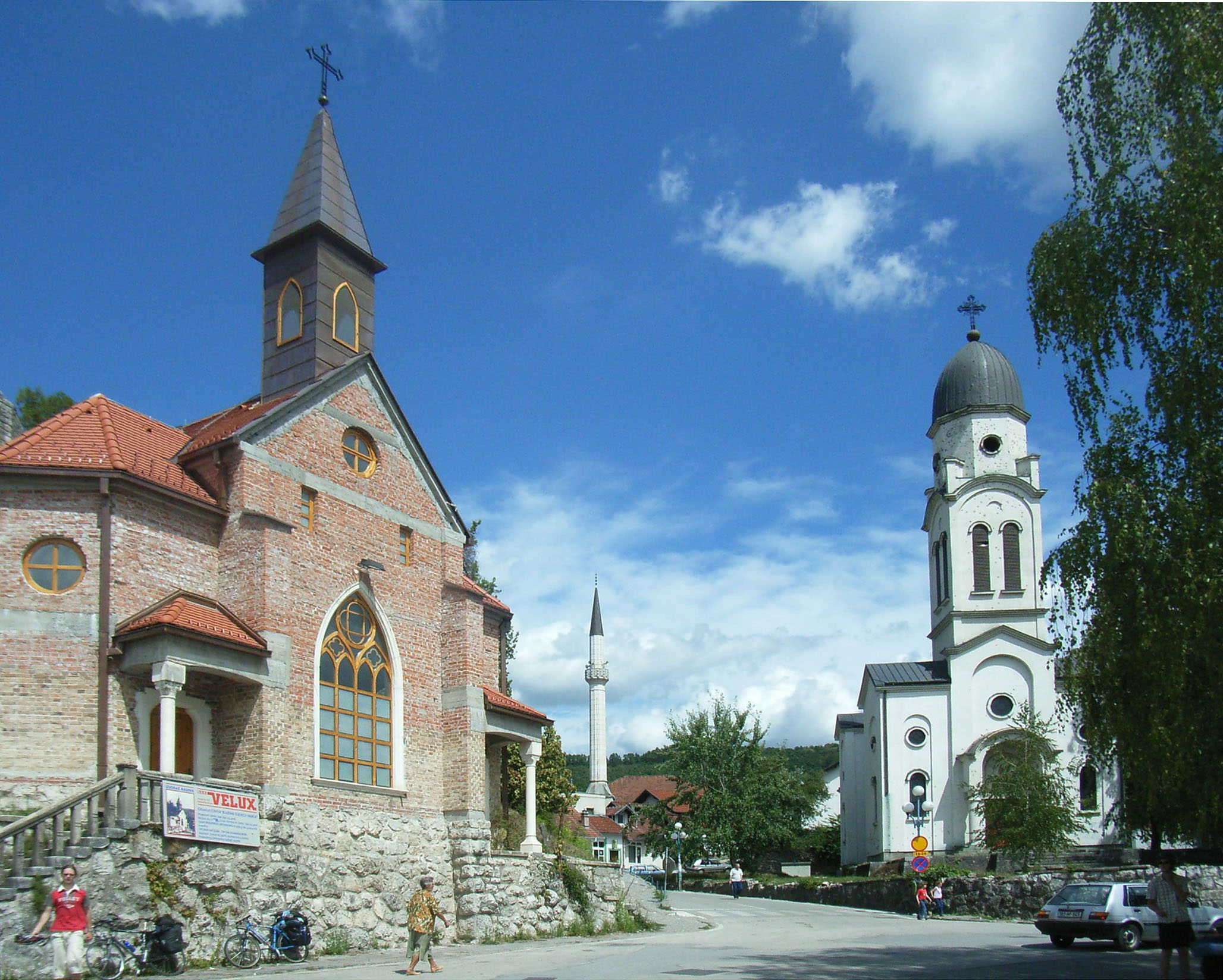
Katolický kostel, srbský pravoslavný kostel a v pozadí mešita ve městě Bosanska Krupa

Pluralismus (z latinského pluralis, množný, vícerý) se v náboženských představách projevuje pohledem na svět, podle nějž bůh/Universum není jen jediným principem, ale souhrnem principů, jejichž kombinací vznikl svět.
Nemálo z náboženských směrů, které se pokoušejí obnovit stará náboženství, zaniklá v průběhu středověku, obsahují v sobě (ať již ve větší či menší míře) prvky pluralismu, třebaže ve své původní podobě šlo o náboženství polytheistická.
Jedním z nejrozšířenějších takzvaných novopohanských náboženství je Wicca, která funguje na principu dualismu, což by se dalo označit jako speciální případ pluralismus (bůh resp. Universum je souhrnem dvou principů)

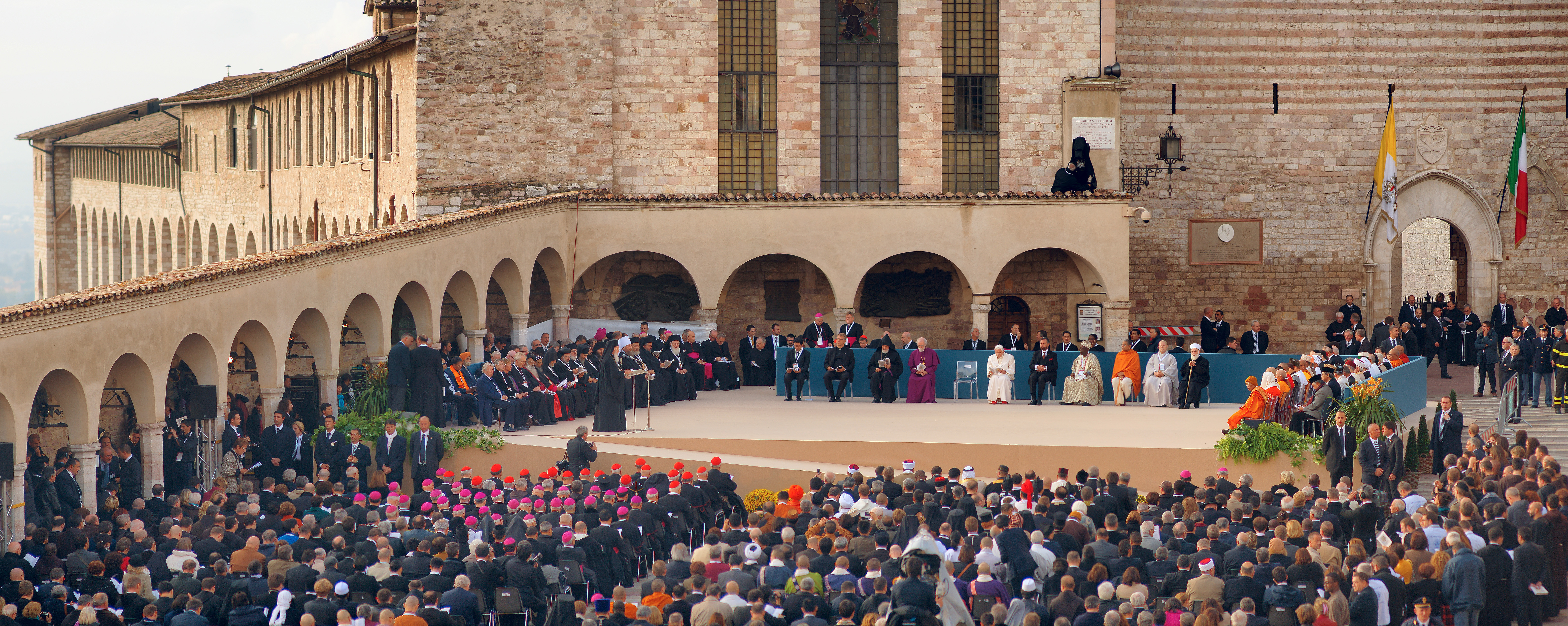
4. Světový den modliteb za mír, Assisi (2011)